# Eremulus renukae
Eremulus renukae är en kvalsterart som beskrevs av Pranabes Sanyal 1992. Eremulus renukae ingår i släktet Eremulus och familjen Eremulidae. Inga underarter finns listade i Catalogue of Life.